# Димитър Боновски
Димитър Николов Боновски е български скулптор.

## Биография
Роден е в село Врачеш, Софийска област. Завършва скулптура в Художествената академия в София при проф. Марко Марков. Твори в областта на портретната, монументалната и малката скулптура. Негово дело са различни паметници в Ботевград, Севлиево, Свищов и други градове. Боневски е от българските скулптори, които проявяват засилен интерес към жанра малка пластика. Създава малки скулптори от бронз. В сътрудничество с Любомир Прахов е автор на три възпоменателни монети на БНБ с ликовете на Георги Раковски (1971), Паисий Хилендарски (1972) и Добри Чинтулов (1972).
През 1975 година участва съвместно с други български скулптори на Третото триенале на малката пластика в Будапеща. През 80-те години на 20 век организира две самостоятелни изложби в градовете София и Пловдив.

## Творби

### Паметници
- „На загиналите ученици-антифашисти“ (Севлиево, с арх. Атанас Атанасов)[2]
- „На антифашистката боркиня Баба Койка“ (Ботевград, с арх. Атанас Атанасов)[2]
- Издигнатия през 1987 г. мемориал-пантеон в чест на 100-годишнината от Освободителната война (Свищов)[3]